# Championnat du Japon de football 2022
Navigation
J1 League 2021 J1 League 2023
Le championnat du Japon de football 2022 est la 57e édition de la première division japonaise, la 30e édition sous l'appellation J. League. Pour des raisons contractuelles, il est dénommé 2021 Meiji Yasuda J1 League. Il oppose les dix-huit meilleurs clubs du Japon en une série de trente-quatre rencontres.
Les meilleurs de ce championnat se qualifient pour la Ligue des champions de l'AFC. Le nombre de qualifiés en Ligue des Champions via le championnat, de trois à quatre, varie en fonction du vainqueur de la Coupe de l'Empereur.

## Changements par rapport à la saison précédente
Il y avait quatre équipes au lieu de deux reléguées la saison dernière en J2 League 2022 en raison des impacts liés à la pandémie de COVID-19 pour compenser la décision de non relégation lors de la saison 2020, qui a vu le nombre d'équipes passer à 20. Il s'agissait de Tokushima Vortis, Oita Trinita, Vegalta Sendai et Yokohama FC.
Deux équipes ont été promues de la Ligue J2 2021 : Júbilo Iwata, qui a remporté le titre et revient en J1 après deux ans d'absence, et Kyoto Sanga qui a terminé deuxième, revenant en J1 après 11 saisons.

## Les clubs participants
Les 16 premiers de la J League 2021, et les deux premiers de la J2 League 2021 participent à la compétition.
| Club                       | Dernière montée | Ville     | Classement 2021 | Entraîneur          | Depuis | Stade                         | Capacité | Nombre de saisons |
| -------------------------- | --------------- | --------- | --------------- | ------------------- | ------ | ----------------------------- | -------- | ----------------- |
| Kawasaki Frontale          | 2005            | Kawasaki  | 1er             | Toru Oniki          | 2017   | Stade Kawasaki Todoroki       | 26 827   | 18                |
| Yokohama F. Marinos        | -               | Yokohama  | 2e              | Kevin Muscat        | 2021   | Stade Nissan                  | 71 822   | 30                |
| Vissel Kobe                | 2014            | Kobe      | 3e              | Takayuki Yoshida    | 2022   | Stade Noevir Kobe             | 28 996   | 24                |
| Kashima Antlers            | -               | Kashima   | 4e              | René Weiler         | 2022   | Stade de Kashima              | 38 669   | 30                |
| Nagoya Grampus             | 2018            | Nagoya    | 5e              | Kenta Hasegawa      | 2022   | Stade Toyota                  | 43 739   | 29                |
| Urawa Red Diamonds         | 2001            | Saitama   | 6e              | Ricardo Rodríguez   | 2021   | Stade Saitama 2002            | 62 010   | 29                |
| Sagan Tosu                 | 2012            | Tosu      | 7e              | Kenta Kawai         | 2022   | Stade Ekimae Real Estate      | 24 130   | 11                |
| Avispa Fukuoka             | 2021            | Fukuoka   | 8e              | Shigetoshi Hasebe   | 2020   | Stade Best Denki              | 21 562   | 11                |
| FC Tokyo                   | 2012            | Tokyo     | 9e              | Albert Puig         | 2022   | Stade Ajinomoto               | 47 851   | 22                |
| Hokkaido Consadole Sapporo | 2017            | Sapporo   | 10e             | Mihailo Petrović    | 2018   | Sapporo Dome                  | 38 794   | 11                |
| Sanfrecce Hiroshima        | 2009            | Hiroshima | 11e             | Michael Skibbe      | 2022   | Stade Edion Hiroshima         | 35 909   | 28                |
| Cerezo Osaka               | 2017            | Osaka     | 12e             | Akio Kokigu         | 2021   | Stade Yanmar Nagai            | 47 853   | 22                |
| Gamba Osaka                | 2014            | Suita     | 13e             | Tomohiro Katanosaka | 2022   | Stade Panasonic Suita         | 39 694   | 29                |
| Shimizu S-Pulse            | 2017            | Shizuoka  | 14e             | Zé Ricardo          | 2022   | Stade IAI Nihondaira          | 19 594   | 29                |
| Kashiwa Reysol             | 2020            | Kashiwa   | 15e             | Nelsinho Baptista   | 2019   | Stade Kashiwa Sankyo Frontier | 15 109   | 25                |
| Shonan Bellmare            | 2018            | Hiratsuka | 16e             | Satoshi Yamaguchi   | 2021   | Stade Lemon Gas Hiratsuka     | 15 380   | 15                |
| Júbilo Iwata               | 2022            | Iwata     | 1er             | Akira Itō           | 2022   | Stade Yamaha                  | 15 165   | 24                |
| Kyoto Sanga                | 2022            | Kyoto     | 2e              | Cho Kwi-jea         | 2021   | Stade Sanga Kyocera           | 21 623   | 12                |

Légende des couleurs
- Tenant du titre et qualifié pour la phase de groupe de la Ligue des champions de l'AFC 2022
- Qualifié pour le tour préliminaire de la Ligue des champions de l'AFC 2022
- Promu de la J2 League 2021

### Localisation des clubs
| \| Clubs du Grand Tokyo · FC Tokyo (Tokyo) · Kawasaki Frontale (Kanagawa) · Kashima Antlers (Ibaraki) · Urawa Red Diamonds (Saitama) · Shonan Bellmare (Kanagawa) · Kashiwa Reysol (Chiba) · Yokohama F. Marinos (Kanagawa) Grand Tokyo Cerezo Osaka Sanfrecce Hiroshima Gamba Osaka Vissel Kobe Júbilo Iwata Hokkaido Consadole Sapporo Kyoto Sanga Shimizu S-Pulse Nagoya Grampus Sagan Tosu Avispa Fukuoka \| Localisation des clubs engagés dans le championnat. |
| Clubs du Grand Tokyo · FC Tokyo (Tokyo) · Kawasaki Frontale (Kanagawa) · Kashima Antlers (Ibaraki) · Urawa Red Diamonds (Saitama) · Shonan Bellmare (Kanagawa) · Kashiwa Reysol (Chiba) · Yokohama F. Marinos (Kanagawa) Grand Tokyo Cerezo Osaka Sanfrecce Hiroshima Gamba Osaka Vissel Kobe Júbilo Iwata Hokkaido Consadole Sapporo Kyoto Sanga Shimizu S-Pulse Nagoya Grampus Sagan Tosu Avispa Fukuoka                                                           |

| Clubs du Grand Tokyo · FC Tokyo (Tokyo) · Kawasaki Frontale (Kanagawa) · Kashima Antlers (Ibaraki) · Urawa Red Diamonds (Saitama) · Shonan Bellmare (Kanagawa) · Kashiwa Reysol (Chiba) · Yokohama F. Marinos (Kanagawa) Grand Tokyo Cerezo Osaka Sanfrecce Hiroshima Gamba Osaka Vissel Kobe Júbilo Iwata Hokkaido Consadole Sapporo Kyoto Sanga Shimizu S-Pulse Nagoya Grampus Sagan Tosu Avispa Fukuoka |

## Compétition

### Déroulement
Avec les quatre relégations de l'édition 2021 le championnat est revenu à son nombre d'origine celui de dix-huit clubs.

### Classement
Source : (en) « MEIJI YASUDA J1 LEAGUE », sur jleague.co, 19 août 2022
| Rang | Équipe                     | Pts | J  | G  | N  | P  | Bp | Bc | Diff |
| ---- | -------------------------- | --- | -- | -- | -- | -- | -- | -- | ---- |
| 1    | Yokohama F. Marinos        | 68  | 34 | 20 | 8  | 6  | 70 | 35 | +35  |
| 2    | Kawasaki Frontale T        | 66  | 34 | 20 | 6  | 8  | 65 | 42 | +23  |
| 3    | Sanfrecce Hiroshima L      | 55  | 34 | 15 | 10 | 9  | 52 | 41 | +11  |
| 4    | Kashima Antlers            | 52  | 34 | 13 | 13 | 8  | 47 | 42 | +5   |
| 5    | Cerezo Osaka               | 51  | 34 | 13 | 12 | 9  | 46 | 40 | +6   |
| 6    | FC Tokyo                   | 49  | 34 | 14 | 7  | 13 | 46 | 43 | +3   |
| 7    | Kashiwa Reysol             | 47  | 34 | 13 | 8  | 13 | 43 | 44 | -1   |
| 8    | Nagoya Grampus             | 46  | 34 | 11 | 13 | 10 | 30 | 35 | -5   |
| 9    | Urawa Red Diamonds S C1    | 45  | 34 | 10 | 15 | 9  | 48 | 39 | +9   |
| 10   | Hokkaido Consadole Sapporo | 45  | 34 | 11 | 12 | 11 | 45 | 55 | -10  |
| 11   | Sagan Tosu                 | 42  | 34 | 9  | 15 | 10 | 45 | 44 | +1   |
| 12   | Shonan Bellmare            | 41  | 34 | 10 | 11 | 13 | 31 | 39 | -8   |
| 13   | Vissel Kobe                | 40  | 34 | 11 | 7  | 16 | 35 | 41 | -6   |
| 14   | Avispa Fukuoka             | 38  | 34 | 9  | 11 | 14 | 29 | 38 | -9   |
| 15   | Gamba Osaka                | 37  | 34 | 9  | 10 | 15 | 33 | 44 | -11  |
| 16   | Kyoto Sanga FC P           | 36  | 34 | 8  | 12 | 14 | 30 | 38 | -8   |
| 17   | Shimizu S-Pulse            | 33  | 34 | 7  | 12 | 15 | 44 | 54 | -10  |
| 18   | Júbilo Iwata P             | 30  | 34 | 6  | 12 | 16 | 32 | 57 | -25  |

### Résultats
Le tableau suivant récapitule les résultats « aller » et « retour » du championnat :
| Résultats (▼dom., ►ext.)                                   | BEL | FUK | HIR | IWA | KASA | KASR | KAW | KOB | KYO | NAG | COSA | GASA | SAP | FCT | TOS | SHI | URA | YOK |
| Shonan Bellmare                                            |     | 0-0 | 0-1 | 0-0 | 1-1  | 0-2  | 2-1 | 2-1 | 1-1 | 0-0 | 0-2  | 1-0  | 1-5 | 2-0 | 3-0 | 1-4 | 0-0 | 1-4 |
| Avispa Fukuoka                                             | 0-0 |     | 1-3 | 1-1 | 0-1  | 2-1  | 1-4 | 0-1 | 1-0 | 2-3 | 0-0  | 0-1  | 0-0 | 5-1 | 0-0 | 3-2 | 0-0 | 1-0 |
| Sanfrecce Hiroshima                                        | 1-1 | 1-0 |     | 3-0 | 3-0  | 1-2  | 0-2 | 1-1 | 3-1 | 1-0 | 2-1  | 5-2  | 1-2 | 1-2 | 0-0 | 2-0 | 4-1 | 2-0 |
| Júbilo Iwata                                               | 1-0 | 0-1 | 2-2 |     | 3-3  | 2-2  | 1-1 | 0-1 | 0-0 | 2-1 | 2-2  | 1-1  | 1-2 | 2-1 | 3-1 | 1-2 | 0-6 | 0-2 |
| Kashima Antlers                                            | 2-1 | 2-0 | 0-2 | 3-1 |      | 1-0  | 0-2 | 1-1 | 1-0 | 0-0 | 3-3  | 0-0  | 4-1 | 0-1 | 4-4 | 2-1 | 2-2 | 0-3 |
| Kashiwa Reysol                                             | 1-2 | 1-0 | 2-3 | 2-0 | 1-2  |      | 1-1 | 3-1 | 0-2 | 0-1 | 0-0  | 0-1  | 1-0 | 3-6 | 1-4 | 3-1 | 0-0 | 3-1 |
| Kawasaki Frontale                                          | 0-4 | 2-0 | 4-0 | 1-1 | 2-1  | 1-0  |     | 2-1 | 3-1 | 1-0 | 1-4  | 4-0  | 5-2 | 1-0 | 4-0 | 3-2 | 2-1 | 2-1 |
| Vissel Kobe                                                | 1-0 | 0-0 | 4-0 | 0-0 | 0-2  | 0-1  | 0-1 |     | 1-3 | 0-0 | 0-1  | 2-1  | 4-1 | 2-1 | 4-0 | 2-1 | 0-1 | 1-3 |
| Kyoto Sanga                                                | 0-1 | 0-1 | 1-1 | 1-4 | 1-1  | 1-2  | 1-0 | 2-0 |     | 1-1 | 0-0  | 1-1  | 2-1 | 0-1 | 3-1 | 0-0 | 1-0 | 1-2 |
| Nagoya Grampus                                             | 2-1 | 1-0 | 0-0 | 1-0 | 1-1  | 1-1  | 1-1 | 2-0 | 1-1 |     | 1-0  | 0-2  | 0-2 | 2-1 | 1-1 | 0-2 | 3-0 | 0-4 |
| Cerezo Osaka                                               | 1-1 | 2-0 | 0-3 | 2-1 | 0-3  | 0-1  | 2-1 | 3-0 | 1-1 | 0-1 |      | 3-1  | 2-2 | 0-1 | 2-1 | 1-1 | 2-0 | 2-2 |
| Gamba Osaka                                                | 0-1 | 2-3 | 2-0 | 2-0 | 1-3  | 0-0  | 2-2 | 2-0 | 1-1 | 3-1 | 1-2  |      | 0-0 | 0-0 | 0-3 | 0-2 | 1-1 | 1-2 |
| Hokkaido Sapporo                                           | 1-0 | 1-2 | 1-1 | 4-0 | 0-0  | 1-6  | 4-3 | 0-2 | 1-0 | 2-2 | 2-1  | 1-0  |     | 0-0 | 1-2 | 4-3 | 1-1 | 1-1 |
| FC Tokyo                                                   | 0-2 | 2-2 | 2-1 | 2-0 | 3-1  | 0-0  | 2-3 | 3-1 | 2-0 | 0-0 | 4-0  | 2-0  | 3-0 |     | 0-1 | 0-2 | 0-0 | 2-2 |
| Sagan Tosu                                                 | 1-1 | 1-1 | 2-2 | 2-0 | 1-1  | 0-1  | 0-0 | 0-2 | 0-1 | 0-0 | 1-1  | 2-1  | 5-0 | 5-0 |     | 0-0 | 1-0 | 2-2 |
| Shimizu S-Pulse                                            | 1-1 | 3-1 | 2-2 | 1-1 | 0-1  | 1-1  | 0-2 | 0-0 | 1-0 | 1-2 | 1-3  | 1-1  | 1-1 | 0-3 | 3-3 |     | 1-2 | 3-5 |
| Urawa Red Diamonds                                         | 2-0 | 1-1 | 0-0 | 4-1 | 1-1  | 4-1  | 3-1 | 2-2 | J20 | 3-0 | 0-1  | 0-1  | 1-1 | 3-0 | 2-1 | 1-1 |     | 3-3 |
| Yokohama F. Marinos                                        | 3-0 | 1-0 | 3-0 | 0-1 | 2-0  | 4-0  | 4-2 | 2-0 | 2-0 | 2-1 | 2-2  | 0-2  | 0-0 | 2-1 | 0-0 | 2-0 | 4-1 |     |
| - Victoire à domicile - Match nul - Victoire à l'extérieur |     |     |     |     |      |      |     |     |     |     |      |      |     |     |     |     |     |     |

### Barrage relégation
Le 16e de J.League 1 affronte l'un des barragiste de J.League 2: le 3e (Fagiano Okayama), le 4e (Roasso Kumamoto), le 5e (Oita Trinita) et le 6e (Montedio Yamagata). Le vainqueur de cette confrontations de maintient ou est promu en J.League 1.

#### Premier Tour
| 30 octobre 2022 | Roasso Kumamoto             | 2 - 2   | Oita Trinita                 |                                                                                |                                                                                |
| 13h00 UTC+09:00 | Sakamoto 87e · Aihara 90+2e | (0 - 1) | 1re Isa · 90+8e Pereira      | Stade Egao Kenkō, Kumamoto Spectateurs : 13 818 Arbitrage : Koichiro Fukushima | Stade Egao Kenkō, Kumamoto Spectateurs : 13 818 Arbitrage : Koichiro Fukushima |
| 13h00 UTC+09:00 | Aihara 90+6e                | Rapport | 84e Pereira · 90+6e Kanazaki | Stade Egao Kenkō, Kumamoto Spectateurs : 13 818 Arbitrage : Koichiro Fukushima | Stade Egao Kenkō, Kumamoto Spectateurs : 13 818 Arbitrage : Koichiro Fukushima |

| 30 octobre 2022 | Fagiano Okayama                                           | 0 - 3   | Montedio Yamagata                      |                                                                           |                                                                           |
| 14h00 UTC+09:00 |                                                           | (0 - 1) | 5e Disaro · 75e Dellatorre · 80e Alves | Stade City Light, Okayama Spectateurs : 11 854 Arbitrage : Hayato Shimizu | Stade City Light, Okayama Spectateurs : 11 854 Arbitrage : Hayato Shimizu |
| 14h00 UTC+09:00 | Kawano 34e · Duke 77e · Semba 82e · Buijs 84e · Alves 86e | Rapport | 24e Disaro · 90e Noda                  | Stade City Light, Okayama Spectateurs : 11 854 Arbitrage : Hayato Shimizu | Stade City Light, Okayama Spectateurs : 11 854 Arbitrage : Hayato Shimizu |

#### Deuxième Tour
| 6 novembre 2022 | Roasso Kumamoto           | 2 - 2   | Montedio Yamagata       |                                                                         |                                                                         |
| 13h00 UTC+09:00 | Iyoha 12e · Sugiyama 50e  | (1 - 2) | 17e Yamada · 24e Minami | Stade Egao Kenkō, Kumamoto Spectateurs : 11 429 Arbitrage : Jumpei Iida | Stade Egao Kenkō, Kumamoto Spectateurs : 11 429 Arbitrage : Jumpei Iida |
| 13h00 UTC+09:00 | Sugata 13e · Takemoto 60e | Rapport |                         | Stade Egao Kenkō, Kumamoto Spectateurs : 11 429 Arbitrage : Jumpei Iida | Stade Egao Kenkō, Kumamoto Spectateurs : 11 429 Arbitrage : Jumpei Iida |

#### Finale de Barrage
| 13 novembre 2022 | Kyoto Sanga FC | 1 - 1   | Roasso Kumamoto          |                                                                          |                                                                          |
| 13h05 UTC+09:00  | Toyokawa 39e   | (1 - 0) | 68e Iyoha                | Stade Sanga Kyocera, Kameoka Spectateurs : 18 207 Arbitrage : Ryuji Sato | Stade Sanga Kyocera, Kameoka Spectateurs : 18 207 Arbitrage : Ryuji Sato |
| 13h05 UTC+09:00  |                | Rapport | 30e Hirakawa · 47e Iyoha | Stade Sanga Kyocera, Kameoka Spectateurs : 18 207 Arbitrage : Ryuji Sato | Stade Sanga Kyocera, Kameoka Spectateurs : 18 207 Arbitrage : Ryuji Sato |

### Évolution du classement
| Journée → | 1  | 2  | 3  | 4  | 5  | 6  | 7  | 8  | 9  | 10 | 11 | 12 | 13 | 14 | 15 | 16 | 17 | 18 | 19 | 20 | 21 | 22 | 23 | 24 | 25 | 26 | 27 | 28 | 29 | 30 | 31 | 32 | 33 | 34 | 1er | bar. | rel. |
| Équipe    |    |    |    |    |    |    |    |    |    |    |    |    |    |    |    |    |    |    |    |    |    |    |    |    |    |    |    |    |    |    |    |    |    |    |     |      |      |
| --------- | -- | -- | -- | -- | -- | -- | -- | -- | -- | -- | -- | -- | -- | -- | -- | -- | -- | -- | -- | -- | -- | -- | -- | -- | -- | -- | -- | -- | -- | -- | -- | -- | -- | -- | --- | ---- | ---- |
| Bellmare  | 18 | 16 | 18 | 17 | 18 | 18 | 18 | 17 | 17 | 17 | 17 | 17 | 18 | 17 | 17 | 17 | 17 | 16 | 15 | 13 | 13 | 13 | 13 | 15 | 16 | 16 | 17 | 15 | 15 | 15 | 15 | 13 | 13 | 12 |     | 4    | 17   |
| Fukuoka   | 10 | 10 | 15 | 16 | 10 | 11 | 13 | 14 | 14 | 11 | 8  | 11 | 12 | 10 | 12 | 13 | 13 | 14 | 14 | 12 | 10 | 10 | 10 | 12 | 13 | 14 | 14 | 16 | 17 | 14 | 16 | 15 | 14 | 14 |     | 3    | 1    |
| Hiroshima | 12 | 12 | 11 | 14 | 16 | 14 | 9  | 8  | 8  | 8  | 10 | 7  | 6  | 4  | 8  | 8  | 5  | 4  | 4  | 4  | 4  | 6  | 6  | 6  | 6  | 3  | 3  | 3  | 3  | 3  | 3  | 3  | 3  | 3  |     | 1    |      |
| Iwata     | 9  | 13 | 5  | 6  | 12 | 15 | 14 | 15 | 15 | 12 | 16 | 16 | 14 | 15 | 14 | 15 | 15 | 15 | 16 | 16 | 18 | 18 | 16 | 17 | 18 | 18 | 18 | 18 | 18 | 18 | 18 | 18 | 18 | 18 | 18  | 5    | 14   |
| Kashima   | 1  | 6  | 3  | 3  | 2  | 1  | 1  | 1  | 1  | 1  | 1  | 2  | 2  | 2  | 1  | 2  | 2  | 2  | 2  | 2  | 3  | 3  | 3  | 5  | 3  | 5  | 5  | 4  | 5  | 5  | 6  | 6  | 5  | 4  | 8   |      |      |
| Kashiwa   | 3  | 1  | 2  | 2  | 3  | 2  | 2  | 3  | 3  | 5  | 4  | 4  | 4  | 5  | 4  | 4  | 4  | 5  | 6  | 6  | 5  | 4  | 4  | 3  | 4  | 6  | 6  | 6  | 6  | 7  | 7  | 7  | 7  | 7  | 1   |      |      |
| Kawasaki  | 5  | 2  | 1  | 1  | 1  | 3  | 3  | 2  | 2  | 2  | 2  | 1  | 1  | 1  | 2  | 3  | 3  | 3  | 3  | 3  | 2  | 2  | 2  | 2  | 2  | 2  | 2  | 2  | 2  | 2  | 2  | 2  | 2  | 2  | 6   |      |      |
| Kobe      | 17 | 17 | 17 | 18 | 17 | 17 | 17 | 18 | 18 | 18 | 18 | 18 | 17 | 18 | 18 | 18 | 18 | 18 | 18 | 17 | 16 | 15 | 17 | 18 | 17 | 13 | 12 | 13 | 13 | 12 | 12 | 10 | 12 | 13 |     | 1    | 23   |
| Kyoto     | 4  | 5  | 10 | 11 | 15 | 9  | 10 | 7  | 5  | 7  | 7  | 10 | 9  | 11 | 13 | 10 | 10 | 13 | 9  | 10 | 12 | 12 | 12 | 13 | 14 | 15 | 16 | 14 | 14 | 16 | 14 | 14 | 16 | 16 |     | 3    |      |
| Nagoya    | 2  | 3  | 4  | 8  | 8  | 13 | 8  | 12 | 12 | 15 | 15 | 15 | 13 | 13 | 10 | 11 | 11 | 11 | 12 | 9  | 11 | 11 | 11 | 10 | 10 | 10 | 10 | 10 | 10 | 10 | 10 | 11 | 9  | 8  |     |      |      |
| Cerezo    | 7  | 8  | 16 | 7  | 7  | 5  | 6  | 5  | 7  | 9  | 9  | 8  | 8  | 7  | 5  | 5  | 6  | 7  | 5  | 5  | 6  | 5  | 5  | 4  | 5  | 4  | 4  | 5  | 4  | 4  | 4  | 4  | 4  | 5  |     | 1    |      |
| Gamba     | 16 | 7  | 8  | 10 | 13 | 8  | 7  | 10 | 11 | 14 | 14 | 12 | 10 | 12 | 9  | 9  | 9  | 12 | 13 | 15 | 15 | 16 | 15 | 14 | 15 | 17 | 15 | 17 | 16 | 17 | 17 | 17 | 15 | 15 |     | 3    | 5    |
| Sapporo   | 11 | 9  | 13 | 12 | 11 | 12 | 16 | 13 | 13 | 10 | 11 | 9  | 11 | 8  | 11 | 12 | 12 | 9  | 10 | 14 | 14 | 14 | 14 | 11 | 11 | 12 | 13 | 11 | 11 | 11 | 11 | 12 | 10 | 10 |     | 1    |      |
| Tokyo     | 14 | 14 | 7  | 4  | 4  | 4  | 4  | 4  | 6  | 4  | 5  | 6  | 7  | 9  | 6  | 6  | 7  | 8  | 8  | 7  | 7  | 7  | 7  | 7  | 7  | 7  | 7  | 7  | 7  | 6  | 5  | 5  | 6  | 6  |     |      |      |
| Tosu      | 13 | 11 | 14 | 5  | 5  | 7  | 5  | 9  | 9  | 6  | 6  | 5  | 5  | 6  | 7  | 7  | 8  | 6  | 7  | 8  | 8  | 9  | 9  | 9  | 9  | 8  | 8  | 8  | 9  | 9  | 9  | 9  | 11 | 11 |     |      |      |
| Shimizu   | 8  | 4  | 9  | 13 | 14 | 16 | 15 | 16 | 16 | 16 | 12 | 14 | 16 | 16 | 16 | 16 | 16 | 17 | 17 | 18 | 17 | 17 | 18 | 16 | 12 | 11 | 11 | 12 | 12 | 13 | 13 | 16 | 17 | 17 |     | 11   | 8    |
| Urawa     | 15 | 18 | 12 | 15 | 6  | 10 | 12 | 11 | 10 | 13 | 13 | 13 | 15 | 14 | 15 | 14 | 14 | 10 | 11 | 11 | 9  | 8  | 8  | 8  | 8  | 9  | 9  | 9  | 8  | 8  | 8  | 8  | 8  | 9  |     |      | 1    |
| Yokohama  | 6  | 15 | 6  | 9  | 9  | 6  | 11 | 6  | 4  | 3  | 3  | 3  | 3  | 3  | 3  | 1  | 1  | 1  | 1  | 1  | 1  | 1  | 1  | 1  | 1  | 1  | 1  | 1  | 1  | 1  | 1  | 1  | 1  | 1  | 19  |      |      |

## Statistiques

### Meilleurs buteurs
|    | Buteur           | Club                | Buts | MJ |
| -- | ---------------- | ------------------- | ---- | -- |
| 1  | Thiago Santana   | Shimizu S-Pulse     | 14   | 27 |
| 2  | Shuto Machino    | Shonan Bellmare     | 13   | 30 |
| 3  | Adaílton         | FC Tokyo            | 12   | 31 |
| 4  | Marcinho         | Kawasaki Frontale   | 12   | 30 |
| 5  | Akihiro Ienaga   | Kawasaki Frontale   | 12   | 34 |
| 6  | Anderson Lopes   | Yokohama F. Marinos | 11   | 28 |
| 7  | Léo Ceará        | Yokohama F. Marinos | 11   | 31 |
| 8  | Ayase Ueda       | Kashima Antlers     | 10   | 18 |
| 9  | Takuma Nishimura | Yokohama F. Marinos | 10   | 27 |
| 10 | Yuya Yamagishi   | Avispa Fukuoka      | 10   | 34 |

| Source : (en) « Goals \| MEIJI YASUDA J1 LEAGUE \| 2022 Player Stats », sur jleague.co |
| Légende :                                                                              |
| Buts. : Nombre de buts marqués                                                         |
| MJ : Nombre de matchs joués                                                            |

### Meilleurs passeurs
|    | Buteur            | Club                | Pas. | MJ |
| -- | ----------------- | ------------------- | ---- | -- |
| 1  | Yuma Suzuki       | Kashima Antlers     | 9    | 32 |
| 2  | Yasuto Wakizaka   | Kawasaki Frontale   | 9    | 32 |
| 3  | Yuta Higuchi      | Kashima Antlers     | 8    | 32 |
| 4  | Reon Yamahara     | Shimizu S-Pulse     | 8    | 33 |
| 5  | Makoto Mitsuta    | Sanfrecce Hiroshima | 8    | 29 |
| 6  | Gakuto Notsuda    | Sanfrecce Hiroshima | 8    | 28 |
| 7  | Akito Fukuta      | Sagan Tosu          | 7    | 33 |
| 8  | Ken Iwao          | Urawa Red Diamonds  | 6    | 29 |
| 9  | Teruhito Nakagawa | Yokohama F. Marinos | 6    | 31 |
| 10 | Kota Mizunuma     | Yokohama F. Marinos | 6    | 31 |

| Source : (en) « Assists \| MEIJI YASUDA J1 LEAGUE \| 2022 Player Stats », sur jleague.co |
| Légende :                                                                                |
| Buts. : Nombre de buts marqué                                                            |
| MJ : Nombre de matchs joués                                                              |

## Trophées

### Trophées mensuel
| Mois             | Entraineur du Mois | Entraineur du Mois  | Entraineur du Mois | MVP du Mois    | MVP du Mois         | MVP du Mois | But du Mois     | But du Mois         | But du Mois |
| Mois             | Entraineur         | Club                | Réf.               | Joueur         | Club                | Réf.        | But             | Club                | Réf.        |
| ---------------- | ------------------ | ------------------- | ------------------ | -------------- | ------------------- | ----------- | --------------- | ------------------- | ----------- |
| Février/Mars     | Toru Oniki         | Kawasaki Frontale   | [ 2 ]              | Ayase Ueda     | Kashima Antlers     | [ 3 ]       | Yuki Saneto     | Yokohama F. Marinos | [ 4 ]       |
| Avril            | Michael Skibbe     | Sanfrecce Hiroshima | [ 5 ]              | Peter Utaka    | Kyoto Sanga FC      | [ 6 ]       | Dawhan          | Gamba Osaka         | [ 7 ]       |
| Mai              | Kevin Muscat       | Yokohama F. Marinos | [ 8 ]              | Seiya Maikuma  | Cerezo Osaka        | [ 9 ]       | Matheus Sávio   | Kashiwa Reysol      | [ 10 ]      |
| Juin             | Satoshi Yamaguchi  | Shonan Bellmare     | [ 11 ]             | Kota Mizunuma  | Yokohama F. Marinos | [ 12 ]      | Gakuto Notsuda  | Sanfrecce Hiroshima | [ 13 ]      |
| Juillet          | Kevin Muscat       | Yokohama F. Marinos | [ 14 ]             | Léo Ceará      | Yokohama F. Marinos | [ 15 ]      | Everaldo        | Kashima Antlers     | [ 16 ]      |
| Août             | Michael Skibbe     | Sanfrecce Hiroshima | [ 17 ]             | Akihiro Ienaga | Kawasaki Frontale   | [ 18 ]      | Mateus          | Nagoya Grampus      | [ 19 ]      |
| Septembre        | Kevin Muscat       | Yokohama F. Marinos | [ 20 ]             | Tomoki Iwata   | Yokohama F. Marinos | [ 21 ]      | Takumu Kawamura | Sanfrecce Hiroshima | [ 20 ]      |
| Octobre/Novembre |                    |                     |                    |                |                     |             |                 |                     |             |

### J.League Awards

#### Trophée individuel
Au mois de novembre 2022, la cérémonie des J.League Awards dévoile le MVP, ou meilleur joueur, de la saison, ainsi que l'équipe-type, entre autres récompenses. Tomoki Iwata, défenseur des Yokohama F. Marinos est récompensé du titre de MVP.
Mao Hosoya, attaquant du Kashiwa Reysol, est nommé Meilleur jeune et Takumu Kawamura, milieu du Sanfrecce Hiroshima, est récompensé du But de l'année.
| J.League Awards     | J.League Awards | J.League Awards     | Réf.   |
|                     | Joueur          | Club                | Réf.   |
| ------------------- | --------------- | ------------------- | ------ |
| Meilleur joueur     | Tomoki Iwata    | Yokohama F. Marinos | [ 22 ] |
| Meilleur jeune      | Mao Hosoya      | Kashiwa Reysol      | [ 22 ] |
| Fair-play           | Non attribuée   | Non attribuée       | [ 22 ] |
| But de l'année      | Takumu Kawamura | Sanfrecce Hiroshima | [ 22 ] |
| Meilleur entraineur | Kevin Muscat    | Yokohama F. Marinos | [ 22 ] |

#### Équipe-type
L'équipe-type de la saison est composée de cinq joueurs (Takaoka, Iwata, Koike, Mizunuma et Élber) des Yokohama F. Marinos, équipe championne, de cinq joueurs (Taniguchi, Yamane, Ienaga, Wakizaka et Marcinho) de Kawasaki Frontale, équipe vice-championne et un joueur (Santana) de Shimizu S-Pulse.
| Gardien                             | Défenseurs | Milieux | Attaquants                                                                                |
| ----------------------------------- | --- | --- | ----------------------------------------------------------------------------------------- |
| Yohei Takaoka (Yokohama F. Marinos) | Shōgo Taniguchi (Kawasaki Frontale) Miki Yamane (Kawasaki Frontale) Tomoki Iwata (Yokohama F. Marinos) Ryuta Koike (Yokohama F. Marinos) | Akihiro Ienaga (Kawasaki Frontale) Yasuto Wakizaka (Kawasaki Frontale) Kota Mizunuma (Yokohama F. Marinos) | Marcinho (Kawasaki Frontale) Élber (Yokohama F. Marinos) Thiago Santana (Shimizu S-Pulse) |

## Bilan de la saison
| Championnat du Japon de football 2022  |                     |
| Champion                               | Yokohama F. Marinos |
| Coupes et trophées                     |                     |
| Vainqueur de la Coupe du Japon 2022    | Ventforet Kōfu      |
| Qualifications continentales           |                     |
| Ligue des champions de l'AFC 2023-2024 | Yokohama F. Marinos |
| Ligue des champions de l'AFC 2023-2024 | Ventforet Kōfu      |
| Ligue des champions de l'AFC 2023-2024 | Kawasaki Frontale   |
| Ligue des champions de l'AFC 2023-2024 | Urawa Red Diamonds  |
| Promotions et relégations              |                     |
| Promus en J1 League 2023               | Albirex Niigata     |
| Promus en J1 League 2023               | Yokohama FC         |
| Relégués en J2 League 2023             | Shimizu S-Pulse     |
| Relégués en J2 League 2023             | Júbilo Iwata        |

## Parcours continental des clubs
Le parcours des clubs japonais en Ligue des champions de l'AFC est important puisqu'il détermine le coefficient AFC japonais, et donc le nombre de clubs japonais présents dans la compétition les années suivantes.
| Club                | Compétition         | Résultat        | Ultime(s) adversaire(s) | Ultime(s) adversaire(s) | Ultime(s) adversaire(s) |
| ------------------- | ------------------- | --------------- | ----------------------- | ----------------------- | ----------------------- |
| Kawasaki Frontale   | Ligue des champions | Phase de Groupe | Johor Darul Ta'zim      | Ulsan Hyundai           | Guangzhou FC            |
| Urawa Red Diamonds  | Ligue des champions | Vainqueur       | Al-Hilal FC             | Al-Hilal FC             | Al-Hilal FC             |
| Yokohama F. Marinos | Ligue des champions | 1/8 de finale   | Vissel Kobe             | Vissel Kobe             | Vissel Kobe             |
| Vissel Kobe         | Ligue des champions | 1/4 de finale   | Jeonbuk Hyundai Motors  | Jeonbuk Hyundai Motors  | Jeonbuk Hyundai Motors  |